# USEN ICT Solutions
株式会社USEN ICT Solutions（ユウセンアイシーティーソリューションズ、英: USEN ICT Solutions CORPORATION）は、東京都品川区に本社を置くUSEN-NEXTグループの電気通信事業会社。ICTソリューションサービスを提供し、法人向けICTソリューションサービスブランド「USEN GATE 02」を運営。
21年にわたり、延べ40,000社を超える企業の成長をICTサービスで支え続け、ネットワーク構築から業務効率化サービスまで、ICTソリューションで顧客の事業活動をトータルサポートしている。

## 概要
法人向けビジネスプラットフォームサービスブランド「USEN GATE 02」を運営し、ネットワーク、セキュリティ、クラウドサービスなど、オフィスのICT化を総合的に提案し、「働き方改革」や「生産性向上」などオフィス環境にまつわる様々なサービスを提供している。2017年12月株式会社USENから会社分割によりICT事業を承継、株式会社 USEN ICT Solutionsとして事業を開始。

## 沿革
- 2001年3月

株式会社USENにて世界初の商用光ファイバーブロードバンドサービス『USEN BROAD-GATE 01』を提供開始
- 2002年2月

法人向けビジネスプラットフォームサービス『USEN BROAD-GATE 02』（現『USEN GATE 02』）を販売開始
「光ビジネスアクセス」を販売開始、法人向け光ファイバーインターネット接続サービス事業へ参入
- 2006年6月

「ビジネスiDC」販売開始、データセンターサービス事業へ参入
- 2007年10月

モバイルデータ通信サービス「モバイルアクセス」を販売開始、モバイル通信サービス事業へ参入
- 2008年10月

Google APPS（現 Google Workspace）を販売開始、クラウドサービス事業参入
- 2015年9月

ネットワークデザインサービス開始、LAN構築サービス事業参入
- 2016年3月

法人向けビジネスプラットフォームサービス『USEN BROAD-GATE 02』を法人向けICTソリューションサービス『USEN GATE 02』へブランド変更
- 2017年12月

USENとU-NEXTの経営統合により、USENからの会社分割によりICT事業を承継、株式会社 USEN ICT Solutionsとして事業を開始